# Parallocorynus bicolor
Parallocorynus bicolor is een keversoort uit de familie Belidae. De wetenschappelijke naam van de soort is voor het eerst geldig gepubliceerd in 1943 door Voss.